# Верхняя Коттевая
Верхняя Коттевая — река в России, протекает в Ловозерском районе Мурманской области. Длина реки составляет 21 км, площадь водосборного бассейна 83,7 км².
Начинается вблизи озера Перехватное. Течёт в северо-восточном направлении по заболоченной равнинной тундре между реками Нижняя Коттевая и Травяная мимо трёх безымянных относительно крупных озёр. Устье реки находится в 0,2 км по правому берегу реки Травяная на высоте 109 метров над уровнем моря.

## Данные водного реестра
По данным государственного водного реестра России относится к Баренцево-Беломорскому бассейновому округу, водохозяйственный участок реки — реки бассейна Белого моря от западной границы бассейна реки Иоканга (мыс Святой Нос) до восточной границы бассейна реки Нива, без реки Поной. Речной бассейн реки — бассейны рек Кольского полуострова и Карелии, впадает в Белое море.
Код объекта в государственном водном реестре — 02020000212101000005611.